# Garlinghem
Garlinghem ou Guarlinghem est un hameau de la commune française d'Aire-sur-la-Lys dans le département du Pas-de-Calais. Hameau limitrophe de Wittes, il sert de port fluvial pour la commune grâce aux différents canaux d'Aire.

## Géographie

### Localisation
Garlinghem se situe à l'extrémité nord de la commune, à 2,5 kilomètres du centre-ville. Il est au contact à l'est de la Flandre française et des collines de l'Artois au nord et à l'ouest, en plein milieu du hameau passe le canal de Neufossé en direction de Saint-Omer, celui-ci est le bras économique du hameau.

### Communes et hameaux limitrophes
Garlinghem est entouré des communes et hameaux suivants :
|                         | Wittes                   | Blaringhem  |
| Saint-Martin La Jumelle | Garlinghem               | Boëseghem   |
|                         | Centre d'Aire-sur-la-Lys | Widdebrouck |

Les communes de Blaringhem et Boëseghem sont situées dans le département voisin du Nord tandis que Saint-Martin, La Jumelle et Widdebrouck sont des hameaux d'Aire-sur-la-Lys.

## Histoire
D'après les analyses de traces de cinq tombes funéraires remontant au IIe siècle découvertes récemment, le hameau était probablement dirigé par un chef barbare, l'abondance des noms en « ghem » signifiant « habitant » provenant des Invasions Barbares confirme la théorie, le hameau se nommant alors Gairilingaheim voulant dire "habitant de Gairibo".
Garlinghem est cité une première fois dans les textes en 1123, on le nommait Gerlingehem, un certain Raymond De Meteke, seigneur de Meteque ou Meteke autre nom de Garlinghem, est avancé en 1161 dans un acte comtal. Le hameau fit partie dès le XIe siècle de la paroisse de Saint-Martin nommé à l'époque Melemodium contenant aussi le hameau de la Jumelle ainsi que celui de Widdebrouck.
Entre 1046 et 1054, la création d'un « fossé neuf » à la demande de Baudouin V, comte de Flandre, au bord du hameau sert de défense contre l'Empereur Henri III, le fossé permit à Baudouin d'éviter le pillage de l'Artois et d'attaquer l'Empereur occupé à ravager la Flandre. Ce n'est que vers la fin du XVIIe siècle que le fossé prit un air de canal, Vauban entreprit l'agrandissement du Neufossé pour permettre le transport fluvial, c'est à ce moment que Garlinghem devint un des port d'Aire.
En mai 1940, les Anglais dynamitèrent le pont pour bloquer sans succès l'avancée allemande vers Dunkerque.

## Tourisme
Au sud du hameau de Garlinghem, juste avant d'accéder au centre ville d'Aire, se trouve le site des Ballastières, il s'agit d’anciennes carrières de ballasts et graviers reconverties en aire de loisirs. On y trouve une piste cyclable allant du centre-ville d'Aire-sur-la-Lys jusqu'à la commune de Wittes, un projet voulant continuer le parcours jusqu'à Arques est en cours de réalisation. Des mares, des chauves-souris ainsi que des vaches des Highlands ont été installées pour embellir et respecter le cycle naturel de l'endroit.